# Eusapia amazonica
Eusapia amazonica là một loài bọ cánh cứng trong họ Cerambycidae.